# Eleição para o Senado federal pela Flórida em 2006
A eleição para o senado do estado americano da Flórida em 2006 foi realizada em 7 de novembro de 2006. A eleição foi vencida pelo democrata Bill Nelson, que foi reeleito para o segundo mandato.
A organização CREW, que monitora a corrupção política, apresentou uma denúncia à Comissão Eleitoral Federal (FEC), em Outubro de 2006, que a Bacardi empresa de bebidas tinha usado ilegalmente os recursos da empresa em apoio de um evento de angariação de fundos de Bill Nelson em 2005. A CREW já tinha arquivado uma queixa semelhante, relativa a um evento de angariação de fundos para o senador republicano Mel Martinez, um evento que levantou 60.000 para a campanha de Martinez. A denúncia alegou que, em ambas as ocasiões, a Bacardi violou a Lei Federal de Campanha Eleitoral e as regulamentações da FEC. Este foi um dos principais temas da campanha de Katherine Harris para evitar a reeleição de Bill Nelson. Nelson venceu a eleição com 1.064.421 votos de diferença em relação a Katherine Harris.